# میلویل (ویرجینیای غربی)
میلویل (به انگلیسی: Millville) یک منطقهٔ مسکونی در ایالات متحده آمریکا است که در شهرستان جفرسون، ویرجینیای غربی واقع شده‌است.

## تاریخچه
نام این منطقه مسکونی از نام کمپانی میلویل که در این موقعیت آسیاب آردساز داشت گرفته شده‌است.